# Кабаагач
Кабаагач (на турски: Kabaağaç) е село в Източна Тракия, Турция, вилает Одрин. Околия Хавса.

## География
Селото се намира на 10 км южно от Хавса.

## История
В XIX век Кабаагач е татарско село в Хавсенската кааза в Одринския вилает на Османската империя. Според „Етнография на вилаетите Адрианопол, Монастир и Салоника“, издадена в Константинопол в 1878 година и отразяваща статистиката на населението от 1873 година, Кара-Агач (Cara-Aghatch) има 40 домакинства и 146 жители татари.